# هارولد لاسويل
هارولد دوايت لاسويل (بالإنجليزية: Harold Dwight Lasswell) عالم اجتماعي أمريكي (13 فبراير 1902-18 ديسمبر 1978)
درس تأثير أجهزة الإعلام على تكوين الرأي العام, وهو صاحب صيغة لاسويل الشهيرة في تصميم الرسائل الاعلامية المستنبطة من طرح الاسئلة التالية,
(من يقول,ماذا يقول ,بأية وسيلة,لمن,وبأي قصد؟)

## أنظر أيضا
- تماس

## روابط خارجية
- هارولد لاسويل على موقع الموسوعة البريطانية (الإنجليزية)
- هارولد لاسويل على موقع الموسوعة البريطانية (الإنجليزية)